# Emőd
Emőd è una città dell'Ungheria di 5.474 abitanti (dati 2001) . È situata nella contea di Borsod-Abaúj-Zemplén a 25 km dal capoluogo Miskolc.

## Storia
Dai ritrovamenti archeologici l'area della città risulta abitata fin dai tempi della conquista dell'Ungheria.Fin dal secolo XIV risulta praticata la viticoltura. Un incendio distrusse il centro abitato nel 1882. Ottenne lo status di città nel 2001